# Habib Drammeh
Habib Saihou Drammeh (* 20. Jahrhundert in Nema) ist ein gambischer Politiker und Verwaltungsbeamter.

## Leben
Habib Drammeh hat einen Master of Business Administration in Corporate Strategy and industrial policy auf Maastricht School of Management erworben. Auch hatte er 1992 ein Post Graduate Diploma in Management von der University of Manchester und 1984 einen Bachelor of Science in Education and Geography von der University of Nigeria erworben.
Am 4. Dezember 2017 wurde Drammeh von Präsident Adama Barrow Minister für Inneres Minister of the Interior ernannt, er tritt die Nachfolge von Mai Ahmed Fatty an. Zuvor war Drammeh Generaldirektor der Gambia Tourism Authority (GTA). Auch war er Generaldirektor der Gambia Transport Service Commission (GTSC). Aber schon am 8. Januar 2018 wurde Drammeh bei einer Kabinettsumbildung auf den Posten des Generalsekretärs und Leiter des öffentlichen Dienstes (englisch Secretary General and Head of the Civil Service) versetzt.
Zum 14. September 2018 gab er dieses Amt ab und wurde als Nachfolger von Lang Yabou Botschafter in Spanien. Am 12. Juni 2019 übergab er sein Akkreditierungsschreiben an Felipe VI. Zudem wurde Drammeh am 21. November 2019 als High Commissioner für Gambia in Malta akkreditiert.
Die Juristin Amie Bensouda ist seine Schwester.